# Кардариган (6 век)
Кардариган (на гръцки: Καρδαριγάν; Kardarigan) е персийски генерал от 6 век на Сасанидската империя през Персийско-византийската война (572 – 591). Не трябва да се бърка с другия генерал от 7 век със същото име през Персийско-византийската война 602 – 628.
През 582 г. той командва персите в Месопотамия против византийския генерал Йоан Мистакон. През 584 г. се бие с magister militum per Orientem Филипик. През 586 г. води персите при Чломарон (Chlomaron, Армения) в битка против военачалниците на император Маврикий.